# Адхам Ахмет Салех
Адхам Ахмет Салех Ібрагім Кахк (араб. أدهم أحمد•صالح إبراهيم كحك; нар. 27 червня 1993) — єгипетський борець греко-римського стилю,  учасник Олімпійських ігор.

## Життєпис
У 2010 році став чемпіоном Африки серед кадетів. У 2012 році здобув медаль такого ж ґатунку на чемпіонаті Африки серед юніорів.

## Спортивні результати на міжнародних змаганнях

### Виступи на Олімпіадах
| Змагання                    | Збірна | Вагова категорія                 | Місце |
| --------------------------- | ------ | -------------------------------- | ----- |
| Літні Олімпійські ігри 2016 | Єгипет | греко-римська боротьба, до 66 кг | 18    |

### Виступи на інших змаганнях
| Змагання                                                    | Збірна | Вагова категорія                 | Місце  |
| ----------------------------------------------------------- | ------ | -------------------------------- | ------ |
| Золотий Гран-прі з боротьби 2013 (Сомбатгей)                | Єгипет | греко-римська боротьба, до 60 кг | 14     |
| Турнір Ібрагіма Мустафи 2013                                | Єгипет | вільна боротьба, до 66 кг        | Бронза |
| Турнір Ібрагіма Мустафи 2015                                | Єгипет | вільна боротьба, до 70 кг        | Золото |
| Турнір Ібрагіма Мустафи 2015                                | Єгипет | греко-римська боротьба, до 71 кг | Золото |
| Турнір Дана Колова — Николи Петрова 2016                    | Єгипет | греко-римська боротьба, до 71 кг | 4      |
| Олімпійський кваліфікаційний турнір з боротьби 2016 (Алжир) | Єгипет | греко-римська боротьба, до 66 кг | Золото |
| Кубок Владислава Пітласинські 2016                          | Єгипет | греко-римська боротьба, до 71 кг | 7      |
| Гран-прі Іспанії з боротьби 2016                            | Єгипет | греко-римська боротьба, до 71 кг | Бронза |

### Виступи на змаганнях молодших вікових груп
| Змагання                                       | Збірна | Вагова категорія                 | Місце  |
| ---------------------------------------------- | ------ | -------------------------------- | ------ |
| Чемпіонат Африки з боротьби серед кадетів 2010 | Єгипет | греко-римська боротьба, до 54 кг | Золото |
| Чемпіонат Африки з боротьби серед юніорів 2012 | Єгипет | греко-римська боротьба, до 60 кг | Золото |
| Чемпіонат світу з боротьби серед юніорів 2012  | Єгипет | греко-римська боротьба, до 60 кг | 16     |
| Чемпіонат світу з боротьби серед юніорів 2013  | Єгипет | греко-римська боротьба, до 66 кг | 19     |